# Де Круз, Петер
Пе́тер де Круз (нем. Peter de Cruz; род. 4 января 1990, Лондон) — швейцарский кёрлингист и тренер по кёрлингу.

## Карьера
В составе мужской сборной Швейцарии участник зимних Олимпийских игр 2018 (бронзовые призёры) и 2022 (заняли седьмое место), четырёх чемпионатов мира (все четыре раза бронзовые призёры), пяти чемпионатов Европы (лучший результат — серебряные призёры в 2015). Четырёхкратный чемпион Швейцарии среди мужчин.
В «классическом» кёрлинге (команда из четырёх человек одного пола) в основном играет на позиции второго. Скип своей команды.

## Достижения
- Зимние Олимпийские игры: бронза (2018).
- Чемпионат мира по кёрлингу среди мужчин: бронза (2014, 2017, 2019, 2021).
- Чемпионат Европы по кёрлингу: серебро (2015), бронза (2016, 2017).
- Чемпионат Швейцарии по кёрлингу среди мужчин: золото (2014, 2017, 2019, 2021), серебро (2016, 2020), бронза (2013, 2015).
- Чемпионат Швейцарии по кёрлингу среди смешанных пар: серебро (2020), бронза (2015).
- Чемпионат мира по кёрлингу среди юниоров: золото (2010), серебро (2011).
- Чемпионат Швейцарии по кёрлингу среди юниоров: золото (2010, 2011).

## Команды
| Сезон                                               | Четвёртый         | Третий        | Второй        | Первый          | Запасной | Турниры                                                                  |
| --------------------------------------------------- | ----------------- | ------------- | ------------- | --------------- | --- | ------------------------------------------------------------------------ |
| 2009—10                                             | Бенуа Шварц       | Петер де Круз | Рогер Гулька  | Валентин Таннер | Доминик Мерки | ЧШЮ 2010 · ЧМЮ 2010                                                      |
| 2010—11                                             | Бенуа Шварц       | Петер де Круз | Рогер Гулька  | Валентин Таннер | Доминик Мерки | ЧШЮ 2011 · ЧМЮ 2011                                                      |
| 2011—12                                             | Бенуа Шварц       | Петер де Круз | Gilles Vuille | Валентин Таннер | Yannick Renggli тренер: Yannick Renggli                                                                              | ЧШМ 2012 (4 место)                                                       |
| 2012—13                                             | Бенуа Шварц       | Петер де Круз | Доминик Мерки | Валентин Таннер | Клаудио Пеша | ЧШМ 2013                                                                 |
| 2013—14                                             | Бенуа Шварц       | Петер де Круз | Доминик Мерки | Валентин Таннер | Клаудио Пеша (ЧШМ) Симон Штрюбин (ЧШМ) Клаудио Пец (ЧМ) тренер: Клаудио Пеша                                         | ЧШМ 2014 · ЧМ 2014                                                       |
| 2014—15                                             | Бенуа Шварц       | Петер де Круз | Клаудио Пец   | Валентин Таннер | | ЧШМ 2015                                                                 |
| 2015—16                                             | Бенуа Шварц       | Клаудио Пец   | Петер де Круз | Валентин Таннер | Михаэль Пробст (ЧЕ)                                                                                                  | ЧЕ 2015 · ЧШМ 2016                                                       |
| 2016—17                                             | Бенуа Шварц       | Клаудио Пец   | Петер де Круз | Валентин Таннер | Рето Гриби (ЧЕ) Романо Майер (ЧМ) тренер: Клаудио Пеша                                                               | ЧЕ 2016 · ЧШМ 2017 · ЧМ 2017                                             |
| 2017—18                                             | Бенуа Шварц       | Клаудио Пец   | Петер де Круз | Валентин Таннер | Доминик Мерки тренер: Клаудио Пеша                                                                                   | ЧЕ 2017 · ЗОИ 2018                                                       |
| 2018—19                                             | Бенуа Шварц       | Свен Михель   | Петер де Круз | Валентин Таннер | Симон Гемпелер (ЧЕ) Клаудио Пец (ЧШМ, ЧМ) тренеры: Андреас Шваллер (ЧЕ), Томас Липс (КМ, ЧЕ, ЧМ), Heinz Müller (ЧШМ) | КМ 2018/19 (1 этап) · (4 место) · ЧЕ 2018 (6 место) · ЧШМ 2019 · ЧМ 2019 |
| 2019—20                                             | Бенуа Шварц       | Свен Михель   | Петер де Круз | Валентин Таннер | | ЧШМ 2020                                                                 |
| 2020—21                                             | Бенуа Шварц       | Свен Михель   | Петер де Круз | Валентин Таннер | Пабло Лаша (ЧМ) тренер: Ховард Вад Петерссон                                                                         | ЧШМ 2021 · ЧМ 2021                                                       |
| 2021—22                                             | Бенуа Шварц       | Свен Михель   | Петер де Круз | Валентин Таннер | Пабло Лаша (ЧЕ, ЗОИ) тренер: Ховард Вад Петерссон (ЧЕ, ЗОИ)                                                          | ЧЕ 2021 (5 место) ЗОИ 2022 (7 место) ЧШМ 2022 (4 место)                  |
| Кёрлинг среди смешанных пар (mixed doubles curling) |                   |               |               |                 | |                                                                          |
| 2014—15                                             | Isabelle Maillard | Петер де Круз |               |                 | | ЧШСП 2015                                                                |
| 2019—20                                             | Мелани Барбеза    | Петер де Круз |               |                 | тренер: Эстер Нойеншвандер                                                                                           | ЧШСП 2020                                                                |
| 2020—21                                             | Мелани Барбеза    | Петер де Круз |               |                 | | ЧШСП 2021 (7 место)                                                      |

(скипы выделены полужирным шрифтом)

## Результаты как тренера национальных сборных
| Год  | Турнир                                              | Сборная                    | Место |
| ---- | --------------------------------------------------- | -------------------------- | ----- |
| 2025 | Чемпионат мира по кёрлингу среди смешанных пар 2025 | Швейцария (смешанная пара) | 11    |

## Частная жизнь
Работает менеджером в кёрлинг-клубе Curling Club de Genève.